# كونت أورغل

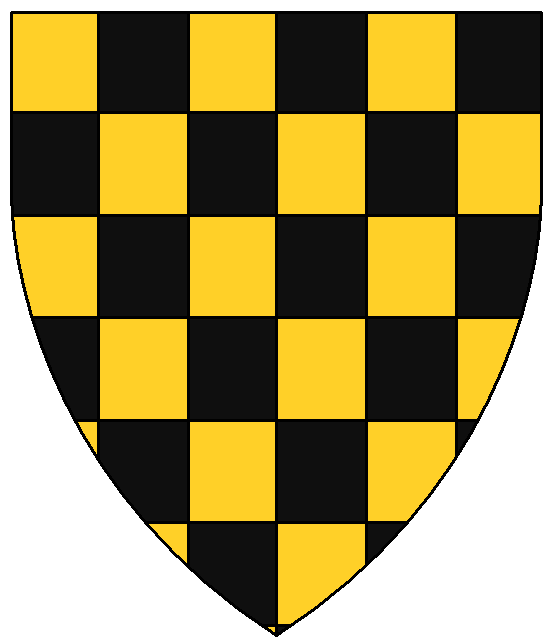
شعار كونتية أورغل

هذه القائمة تحتوى على كونتات أورغل التي كانت جزء من إمارة كتالونيا؛ منذ القرن العاشر حتى بداية الخامس عشر.

## كونتات من قبلالكارولنجية(ح.798-870)
- 820-798: بورل، كونت أورغل وسيردانيا.
- 824-820: أثنار غالينديث الأول، كونت أراغون، اعطيت له كونتيات بوريل عندما كان منفياً في أراغون.
- 834-824: غاليندو أثناريث الأول.
- 848-834: سونيفرد الأول.
- 870-848: سولومو (أو ميرو).

## كونتات من أسرة برشلونة؛ 870-992
- 897-870: ويلفريد المشعر، كونت برشلونة، جيرونا-أوسونا، أورغل، سيردانيا.
- 948-898: سونيفرد الثاني.
- 966-948: ميرو دي برشلونة، ولد حوالي. 940.
- 30-966 سبتمبر 992: بورل الثاني، كونت برشلونة، جيرونا، أوسونا.

## كونتات من أسرة برشلونة-أورغل؛ 992-1213
- 1-992 سبتمبر 1010: إرمنغول الأول القرطبي؛ الابن الثاني لـ بورل الثاني، توفي في معركة في قرطبة.
- 1038-1010: إرمنغول الثاني الحاج؛ توفي الحج في القدس.
- 1065-1038: إرمنغول الثالث بربشترو؛ قتل في بربشتر في فبراير أو مارس 1065.
- 11-1065 مارس 1092: إرمنغول الرابع من غيرب.
- 1102-1192: إرمنغول الخامس من مولروسا؛ توفي في معركة في مولروسا.
- 1102–1154/1153: إرمنغول السادس القشتالي.
- 1184-1154/1153: إرمنغول السابع البلنسي.
- 1209/1208-1184: إرمنغول الثامن دي سان إيلاريو.
- 1213-1209/1208: أوريميبايكس (المرة الأولى) تحت وصاية بيدرو الثاني من أراغون.

## كونتات منأسرة كابريرا؛ 1219-1228

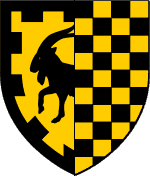
شعار كابريرا-أورغل

- 1228-1219: غراو الأول الرابع دي كابريرا (مغتصب).

## كونتات من أسرة برشلونة-أورغل؛ 1228-1236
- 1231-1228: أوريميبايكس (المرة الثانية) ومنذ 1229 مع زوجها بيري ابن سانشو الأول ملك البرتغال، توفيت في 1231.
- 1236-1231: خايمي الأول ملك أراغون.

## كونتات من أسرة كابريرا؛ 1236-1314
- 1243-1236: بونز الأول.
- 1243: إرمنغول التاسع.
- 1268-1243: ألفارو القشتالي.
- 1314-1268: إرمنغول العاشر.

## كونتات من أسرة أراغون؛ 1314-1413
- 10 نوفمبر 1314-1327: ألفونسو الرابع ملك أراغون من خلال زوجته تيريزا دي إنتينزا (وريثة أورغل).
- 1347-1327: خايمي الأول؛ ابنهما.
- 1408-1347: بيري الثاني.
- 1413-1408: خايمي الثاني؛ ومع وفاة مارتن ملك أراغون في 1410 أصبح مرشحاً للتاج، ولكن مع تسوية كاسبي ذهب التاج إلى فرناندو من أنتقيرة، فـ ثار عليه في 31 أكتوبر 1413 ولكنه استسلم للملك، وبذلك تم حل كونتية أورغل نهائياً؛ خايمي قضى ما تبقى من حياته مسجوناً في قلعة شاطبة في 1433.